# Tour de Suisse 1982
Die 46. Tour de Suisse fand vom 16. bis 25. Juni 1982 statt. Sie wurde in zehn Etappen und einem Prolog über eine Distanz von 1.673 Kilometern ausgetragen.
Gesamtsieger wurde der Italiener Giuseppe Saronni. Die Rundfahrt startete in Volketswil mit 120 Fahrern, von denen 67 Fahrer am letzten Tag in Zürich ins Ziel kamen.

## Etappen
| Etappe     | Tag      | Start – Ziel        | km  | Etappensieger     | Gesamtwertung     |
| ---------- | -------- | ------------------- | --- | ----------------- | ----------------- |
| Prolog     | 16. Juni | Volketswil (EZF)    | 4   | Bert Oosterbosch  | Bert Oosterbosch  |
| 1. Etappe  | 17. Juni | Volketswil – Emmen  | 184 | Giuseppe Saronni  | Jean-Marie Grezet |
| 2. Etappe  | 18. Juni | Emmen – Suhr        | 189 | Urs Freuler       | Jean-Marie Grezet |
| 3. Etappe  | 19. Juni | Suhr – St. Gallen   | 192 | Moreno Argentin   | Jean-Marie Grezet |
| 4. Etappe  | 20. Juni | St. Gallen – Laax   | 114 | Guido Van Calster | Jean-Marie Grezet |
| 5. Etappe  | 20. Juni | Laax – Falera (BZF) | 7   | Beat Breu         | Beat Breu         |
| 6. Etappe  | 21. Juni | Laax – Locarno      | 141 | Guido van Calster | Beat Breu         |
| 7. Etappe  | 22. Juni | Locarno – Täsch     | 256 | Theo de Rooij     | Giuseppe Saronni  |
| 8. Etappe  | 23. Juni | Täsch – Etoy        | 197 | Pierino Gavazzi   | Giuseppe Saronni  |
| 9. Etappe  | 24. Juni | Etoy – Bern         | 190 | Erich Mächler     | Giuseppe Saronni  |
| 10. Etappe | 25. Juni | Bern – Zürich       | 199 | Serge Demierre    | Giuseppe Saronni  |